# Maria Paleologini (Despina Chatun)

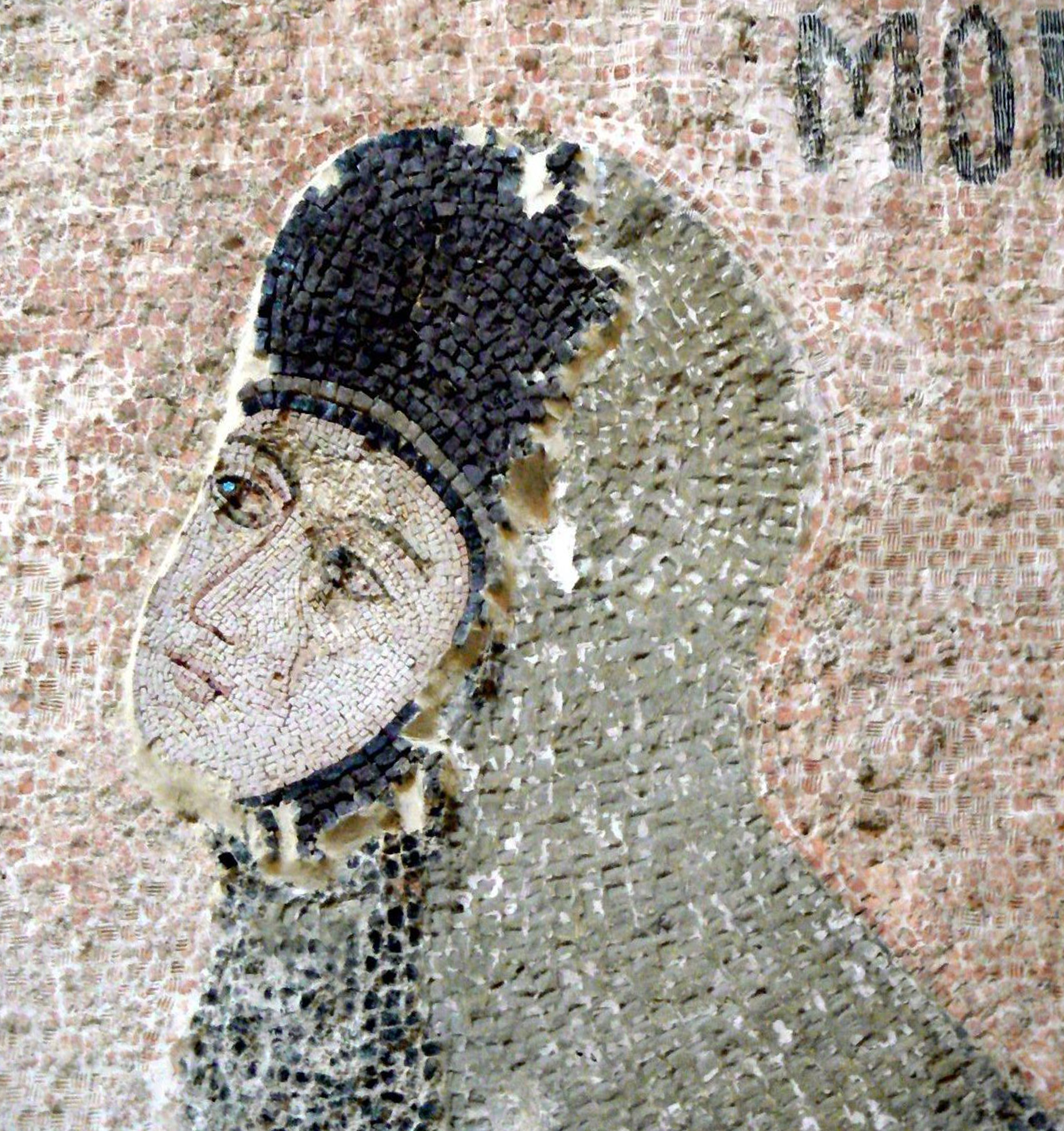
Maria Paleologini

Maria Paleologini (Despina Chatun) (gr.) Μαρία Παλαιολογίνα) – córka Michała VIII Paleologa, żona Abaki, mongolskiego ilchana Persji (1265–1282). 

## Życiorys
Była nieślubną córką Michała VIII. Pierwotnie jej mężem miał zostać Hulagu-chan. Po jego śmierci poślubiła jego najstarszego syna Abakę w 1265 roku. Małżeństwo doprowadziło do sojuszu Bizancjum z państwem Mongołów w Persji.